# 神奇寶貝 鑽石&珍珠

《寶可夢 鑽石&珍珠》（ポケットモンスター ダイヤモンド&パール、Pokémon Diamond & Pearl），是任天堂遊戲軟體「寶可夢系列」原作電視動畫。接檔《寶可夢 超世代》，繼承了《「寶可夢動畫系列」》闔家觀賞元素的動畫系列，於2006年9月28日開始播放，並由第121集起使用高畫質制式播出，直至2010年9月9日完結。台灣在2007年10月28日於中視主頻道獨家首播，但該播映版本僅只播映至第104回為止，剩餘集數由YOYOTV全部播完。為紀念《寶可夢 晶燦鑽石／明亮珍珠》發售，寶可夢台灣官方在2021年11月17日起於YouTube頻道播出重新配音版「寶可夢 鑽石&珍珠」動畫系列，翻譯皆更改為任天堂的官方翻譯。

## 故事概要
小智、皮卡丘、長尾怪手終於到達神奧地方；同時新人訓練員小光亦在同一天正式出發，展開旅程。
小光的媽媽彩子曾是頂尖協調訓練員，小光亦想成為頂尖協調訓練員，於是由雙葉鎮出發，展開旅程。可是她在真砂鎮迷路，之後她碰上山梨博士，到達他的研究所。
小光到真砂鎮的研究所前，研究所內的小火焰猴搶走並吃掉波加曼的食物，導致波加曼和小火焰猴大打出手，亦令研究中的姆克兒、姆克鷹使出烈暴風，玻璃窗被打破，小火焰猴趁機逃走，波加曼為追趕小火焰猴而跟著逃出，姆克兒、姆克鷹也逃離，只剩草苗龜留下等待。她得知後便離開研究所尋找牠們，找到波加曼時發現牠遭阿利多斯群襲擊，她救走波加曼並逃離後以為已經安全。波加曼逞強，明知自己餓了也不肯吃小光給的食物。就在此時，阿利多斯群再度出現。小光引走阿利多斯群，波加曼打穿蜘蛛網，就在小光、波加曼逃離之時，小光被阿利多斯拉著，小光犧牲自己，讓波加曼逃離。波加曼眼見小光捨身相救，終於明白小光對牠的好意，牠在小光即將被毒針命中的一瞬間，衝到她的面前，使出「忍忍」，打飛阿利多斯群！
小光和波加曼走到心齊湖，遇上神秘的神奇寶貝，是傳說中的艾姆利多。事後小光選了波加曼為她的第1隻神奇寶貝，正式踏上協調訓練家之路。
小智到達後立刻致電給大木博士，就在此時火箭隊突襲，搶走皮卡丘，可火箭兵團之後內訌生事，結果火箭隊被炸飛，皮卡丘直墮森林。小智及長尾怪手開始尋找皮卡丘……
小光不斷嘗試收服神奇寶貝，但均以失敗告終，此時遇上小智的皮卡丘，也遇到火箭隊。小光及波加曼因緣際會，救了皮卡丘並把火箭隊打飛。同時小智及長尾怪手在尋找的過程中，在君莎小姐協助下到達山梨博士的研究所，得知小光救了皮卡丘後，小智立即帶長尾怪手找她。小智、長尾怪手尋找小光期間，遇上剛抵達、為繼續飼養員修行而來的小剛，小智及長尾怪手於是和小剛同行。
為協助找皮卡丘及小光，小智收服姆克兒。之後小智和小剛遇上名叫真司的訓練家，他用檢查神奇寶貝懂得使用的絕招，並即場以3隻姆克兒作示範，他發現其中一隻姆克兒懂得用不能躲避的飛行系絕招「迴轉攻」後，野放其餘2隻，令小智感到奇怪及憤怒，小智接受真司的3對3挑戰。與此同時，小光、波加曼、皮卡丘再遭火箭隊襲擊，小智和小剛趕到，小智捨身把皮卡丘救回。
回到研究所，小智準備正式開始神奧聯盟之旅，小光提議結伴同行。不過就在旅程即將開始之際，便再遇上真司。小智和真司的第1次戰鬥，在研究所的後院草地開始，戰鬥以賽和告終。之後真司竟把戰勝一場的姆克兒野放，令小智極度反感及憤怒。
和真司作首次對戰後，小智、小光、小剛3人正式開始神奧之旅。
他們3人的旅程並非一帆風順，他們在路途上遇上很多人和事，小智曾慘敗給真司，小光也曾在2次華麗大賽的第一次審查慘遭淘汰出局。
幾經辛苦，小光終於集齊5枚緞帶聖章，她在神奧華麗大型慶典表示出色，首次參加便晉級至決賽，但在決賽以稍微差距敗於好友小望；小智亦集齊8枚徽章，他在神奧聯盟有好開始，在第1回戰打敗尚志，第2回戰打敗某女路人，第3回戰(16強)打敗考平，8強更打敗真司，可是他無法勢如破竹而在準決賽慘敗於達克多，4強出局。
小剛則在一次事件中找到新的目標。在神奧聯盟結束之後，看着向夢想前進的小智與小光後小剛開始思考自己的未來，而在返回雙葉鎮的航程中，因火箭隊的緣故使船上的寵物小精靈被多腳水母攻擊而中毒命危，在小剛的努力下化解危機。這件事讓小剛找到方向，他決定成為神奇寶貝醫生。
神奧之旅隨著神奧聯盟結束而接近尾聲，小智及小剛曾邀請小光一同前往關都地方，但小光因捲捲耳被邀請而不能前來，當天日落，小智在碼頭上和小光以最後一次擊掌道別，與比卡超及小剛乘船返回關都地方。翌日日出後，小智和小剛回到關都地方，在往純白鎮及尼比市的分叉路口，兩人握手及互相祝福對方後正式告別。小智和比卡超終於看見純白鎮，他們跑進返回純白鎮前的最後一段路，神奧之旅正式劃上句號。

### 特別篇
之後小智前往合眾地區旅行（詳見《神奇寶貝超級願望》）。與此同時，小光決定前往豐緣地區，展開新的旅程。此時尼比道館亦面臨被逼關閉的危機，小剛和他的弟弟次郎努力化解，終於成功挽救道館，次郎亦正式成為道館館主。

## 製作人員
|                      | 、                                                         |
|                      | 田尻 智、杉森 建、増田順一                                 |
| スーパーバイザー     | 石原恒和                                                   |
|                      | 小田部羊一                                                 |
|                      | 吉川兆二                                                   |
|                      | （クリーチャーズ）→、（）、（）                            |
| 掲載                 | 、（第1-172話）、（第1-172話）                             |
|                      |                                                            |
| シリーズ構成         |                                                            |
| キャラクターデザイン |                                                            |
|                      | （第1-169話）、（第170-191話）                             |
|                      | 山下 惠（第1-36話）→（第165-170話）                        |
|                      | 金村勝義                                                   |
|                      |                                                            |
|                      | 白井久男                                                   |
|                      |                                                            |
|                      |                                                            |
|                      |                                                            |
|                      |                                                            |
|                      |                                                            |
|                      |                                                            |
|                      | ＯＬＭ                                                     |
|                      | （第1-191話）、（第170-191話）                             |
|                      | 松山進→小田原明子→（）、原田孝→都築博→→（MediaNet）、（→） |
|                      | （第1-86話）→（第87-193話）、、（第1-83）→（第84-193話）   |
|                      | 、                                                         |

### 各話製作人員
|                     | GAME FREAK inc.、The Pokémon Company |
|                     | 藤原基史、渕野大樹、森本茂樹、、（第1話 - 第193話）、、、江尾可奈子、岩下明日香、外山健吉、、にしだあつこ、、（第1話 - 第193話）、、李ヒョンジョン |
|                     | 松島賢二、、西野弘二 |
| 脚本                | 、藤田伸三、米村正二、大橋志吉、松井亞弥、園田英樹 |
|                     | 、日高政光、秦義人、小山賢、、、牧野行洋、、、奥村嘉明、 |
|                     | 小山賢、、秦義人、牧野行洋、、、古賀一臣、、、中村近世、 |
|                     | 、、木下和榮、牧野行洋、、たけだゆうさく、、玉川明洋、、、横山隆 |
|                     | |
|                     | |
| 原画                | 宮暁秀、斉藤明英、玉川明洋、青木昭仁 |
| 第2原画             | 望月美幸 |
| 動画チェック        | 大久保歩美 |
| 動画                | 大塚明子 |
| 色指定              | 沼田貴子、おおしまかよ |
| 検査                | 沼田貴子、おおしまかよ |
| 特殊効果            | 近藤直登、浅田裕二 |
| 仕上げ              | スタジオエル |
| 背景                | 、ARTMAX、STUDIO BEAM |
| コンポジット        | |
| 3D                  | OLMデジタル |
| OP/EDアニメーション | 浅田裕二、スタジオコクピット、OLMデジタル |
|                     | 野川仁（JAY FILM） |
|                     | イマジカ（第1話 -第36話）→IMAGICA（第37話 -第193話）、、→、 |
|                     | 小野 歩（第78話前小野渉）、吉永 剛 |
|                     | 、青木森一（第1話 - 第193話）、佐藤仁美 |
|                     | 、 |
|                     | |
|                     | |
|                     | |
|                     | |
|                     | |
|                     | → |
|                     | →（） |
| アニメーション制作  | ＯＬＭ Ｏｒｉｅｎｔａｌ Ｌｉｇｈｔ ＆ Ｍａｇｉｃ, Ｉｎｃ. ＴＥＡＭ ＩＧＵＣＨＩ（第1-120話）→ＯＬＭ ＴＥＡＭ ＩＧＵＣＨＩ（第121話 - 第136話）→ＯＬＭ, Ｉｎｃ. ＯＬＭ Ｄｉｇｉｔａｌ, Ｉｎｃ.（第137話 - 第163話）→ＯＬＭ, Ｉｎｃ. ＯＬＭ Ｄｉｇｉｔａｌ, Ｉｎｃ. Ｔｅａｍ Ｋａｔｏ（第164-191話） |
| 制作担当            | （第1-136話）→加藤浩幸（第164-191話） |
| 制作デスク          | 中村 悟 |
| 制作進行            | 坂本慎介 |
| 設定管理            | 宿屋小平 |
|                     | （第1-86話）→（第87-193話）、、（第1-83）→（第84-193話） |
|                     | 、 |
| 3D制作進行          | 北村拓也 |

## 播映電視台
海外播送
| 播放地域 | 電視台         | 播放期間                       | 播放时间                   | 系列     | 集數                         | 备注                                                                                |
| -------- | -------------- | ------------------------------ | -------------------------- | -------- | ---------------------------- | ----------------------------------------------------------------------------------- |
| 台灣     | 中視主頻       | 2007年10月28日－2008年10月26日 | 星期日 17:30-18:00         | CS放送   | 第1-52集                     | 雙語播送 台灣無線電視最初首播                                                       |
| 台灣     | 中視主頻       | 2009年2月5日－5月5日           | 星期一至四 18:00－18:30    | CS放送   | 第53-104集                   | 3月2日起改為星期一至三播出 3月9日起改為17:00－17:30播出 3月30日起改為星期一至五播出 |
| 台灣     | 中視主頻       | 2011年1月13日－2月7日          | 星期一至四16:00-17:00      | CS放送   | 第53-84集                    | 臨時增開時段，連播兩集 途中不明原因被中斷，其後播映節目變更為財經抱抱               |
| 台灣     | 東森幼幼台     | 2009年9月28日－2010年2月17日   | 星期一至五19:00-19:30      | 有線電視 | 第1-104集                    | 有重播 10月27日起改為19:30-20:00播出 2月15日-2月17日播出時間為18:30-19:00           |
| 台灣     | 東森幼幼台     | 2010年7月5日－9月13日          | 星期一至五19:00-19:30      | 有線電視 | 第105－156集                 | 9月1日播出時間為19:00-20:00 9月2日起改為19:30-20:00播出                             |
| 台灣     | 東森幼幼台     | 2010年10月25日－12月8日        | 星期一至五19:30-20:00      | 有線電視 | 第157－189集                 | 部分內容以總集篇名義與該時段分開播出                                                |
| 香港     | 無綫電視翡翠台 | 2010年6月20日－11月28日        | 星期日17:30-18:00          | CS放送   | 第1-23集                     | 8月22日臨時節目調動停播                                                             |
| 香港     | 無綫電視翡翠台 | 2010年12月4日－2011年3月13日   | 星期日17:30-18:00          | CS放送   | 第24-53集 （第48集除外）     | 12月4日起星期六17:30-17:55、星期日17:30-18:00 2011年1月16日臨時節目調動停播         |
| 香港     | 無綫電視翡翠台 | 2011年4月29日－7月11日         | 星期一至五16:35-17:05節目  | CS放送   | 第54－105集                  | 5月19日、7月15日臨時節目調動16:50-17:20                                             |
| 香港     | 無綫電視翡翠台 | 2011年7月12日－9月14日         | 星期一至五16:35-17:05節目  | CS放送   | 第106－158集 （第120集除外） | 5月19日、7月15日臨時節目調動16:50-17:20                                             |
| 香港     | 無綫電視翡翠台 | 2011年9月15日－11月7日         | 星期一至五16:35-17:05節目  | CS放送   | 第159－191集                 | 10月13日臨時節目調動16:55-17:25                                                     |
| 中國     | CCTV-6         | 2011年7月3日－10月2日          | 星期日早晨時段（時間不定） |          | 第1－27集                    | 連播兩集                                                                            |

## 主題曲

### 片頭曲
| 順序 | 曲名                                   | 集數                      | 歌                                             | 作詞     | 作曲           | 編曲                                            |
| ---- | -------------------------------------- | ------------------------- | ---------------------------------------------- | -------- | -------------- | ----------------------------------------------- |
| 1    | 〈Together〉                           | 第2話 - 第78話            | あきよしふみえ                                 | D&P      | Rie            | 市川淳                                          |
| 2    | 〈Together2008〉                       | 第79話 - 第95話           | あきよしふみえ                                 | D&P      | Rie            | 依田和夫                                        |
| 3    | 〈〉〈擊掌！〉                         | 第96話 - 第133話          | サトシ（CV:松本梨香）＆ヒカリ-（豊口めぐみ）   | 戶田昭吾 | たなかひろかず | たなかひろかず                                  |
| 4    | 〈2009〉〈擊掌！2009〉                 | 第134話 - 第157話         | サトシ（CV:松本梨香）＆ヒカリ（CV:豐口めぐみ） | 戶田昭吾 | 田中宏和       | 依田和夫、Brass & Stringsアレンジ：コーニッシュ |
| 5    | 〈〉〈最棒・每一天！〉                 | 第158話 - 第182話         | あきよしふみえ                                 | &GJ      | 三留一純       | 三留一純                                        |
| 6    | 〈〉〈最棒・每一天！〉（Band Version） | 第183話 - 第191話・特別篇 | あきよしふみえ with THE GREATEST-BAND          | &GJ      | 三留一純       | 大山徹也                                        |

### 片尾曲
| 順序 | 曲名                                                   | 集數                             | 歌                                      | 作詞              | 作曲           | 編曲                                 |
| ---- | ------------------------------------------------------ | -------------------------------- | --------------------------------------- | ----------------- | -------------- | ------------------------------------ |
| 1    | 〈〉〈在你的身邊 〜小光的主題曲〜〉                    | 第1話 - 第23話                   | グリン                                  | HIKARI・Project   | 依田和夫       | 依田和夫                             |
| 2    | 〈〉〈在你的身邊 〜小光的主題曲〜〉（PopUp. Version）  | 第24話 - 第50話                  | グリン                                  | HIKARI・Project   | 依田和夫       | 依田和夫                             |
| 3    | 〈〉〈在你的身邊 〜小光的主題曲〜〉（Winter. Version） | 第51話 - 第61話                  | グリン                                  | HIKARI・Project   | 依田和夫       | 依田和夫                             |
| 4    | 〈〉〈風的信息〉                                       | 第62話 - 第72話・第84話 - 第95話 | 水橋舞                                  | Sky-Boys          | 紗希           | 西岡和哉                             |
| 5    | 〈〉〈風的信息〉（PokaPoka. Version）                  | 第73話 - 第83話                  | 水橋舞                                  | Sky-Boys          | 紗希           | 依田和夫                             |
| 6    | 〈〉〈明天一定〉                                       | 第96話 - 第120話                 | 歌奈子                                  | 須藤麻友美        | 三留一純       | 三留一純                             |
| 7    | 〈〉〈燃燒吧 刺刺耳皮丘！〉                            | 第121話 - 第144話                | ギザみみピチュー starring（しょうたん） | 戶田昭吾          | たなかひろかず | たなかひろかず                       |
| 8    | 〈〉〈是哪個～哞？〉                                   | 第145話 - 第182話                | モーモーミルクとさん                    | 吉川兆二&浅草KIDS | 荒木啟六       |                                      |
| 9    | 〈 LaLaLa〉〈在你心中LALALA〉                          | 第183話 - 第191話・特別篇        | MADOKA                                  | 渡邊夏海          | 綾部薰         | 三浦一年、コーラスアレンジ：高橋哲也 |

### 插曲
由《神奇寶貝超世代》的後期開始，已經不時會使用以前的主題曲、片尾曲、已上映的劇場版主題曲或有關的背景音樂作為插曲，以下是有關曲目的播放集數資料。

以下歌曲的排序:
︿：純音樂／／＊：動畫版片頭片尾曲／／＆：電影版片頭片尾曲／／沒有標記：其他、不明／／

（含有曾推出過CD的純音樂）（集數均以日本為準）
| 順序 | 曲名                                                                                       | 集數                    | 歌                                                                   | 作詞                 | 作曲           | 編曲           |
| ---- | ------------------------------------------------------------------------------------------ | ----------------------- | -------------------------------------------------------------------- | -------------------- | -------------- | -------------- |
| 1    | ＊〈〉                                                                                     | 第23話                  | 松本梨香                                                             | 戶田昭吾             | 田中宏和       | 田中宏和       |
| 2    | ︿「ポケモンシンフォニックメドレー」                                                       | 第29話                  |                                                                      |                      |                |                |
| 3    | ＊「Ready Go!」                                                                            | 第29話、第163話         | 田村直美                                                             | 田村直美・川村久仁美 | 田中宏和       | 田中宏和       |
| 4    | ＊「ポルカ・オ・ドルカ」（Polka O Dolka）                                                  | 第33話                  |                                                                      |                      |                |                |
| 5    | ＆「めざせポケモンマスター2001」（目標是2001）                                             | 第47話、第185話         | 松本梨香                                                             | 戸田昭吾             | 田中宏和       | CHOKKAKU       |
| 5    | ＆「めざせポケモンマスター2001」（目標是2001）                                             | 第47話、第185話         | 喵喵（犬山犬子）&ノルソル合唱團                                      | 戶田昭吾             | 田中宏和       | 田中宏和       |
| 6    | ＊「チャレンジャー!!」（挑戰者！！）                                                       | 第66話                  | 小智（松本梨香）                                                     | 許瑛子               | 田中宏和       | 田中宏和       |
| 7    | ＆「風といっしょに」                                                                       | 第73話、第190話         | 小林幸子                                                             | 戶田昭吾             | 田中宏和       | 澤田完         |
| 8    | ＊「バトルフロンティア」（對戰開拓區）                                                     | 第77話                  | 高屋亞希那                                                           | Rie                  | Rie            | 高梨康治       |
| 9    | ＊「私、負けない! 〜ハルカのテーマ〜」（我，不會輸的！ ～小遙的主題曲～）                  | 第77話                  | 小遙（KAORI）                                                        | 吉川兆二             | 西岡和也       | 西岡和也       |
| 10   | ＊「君のそばで 〜ヒカリのテーマ〜」（在你的身邊～小光的主題曲～）                          | 第77話、第177話         | グリン                                                               | HIKARI・Project      | 依田和夫       | 依田和夫       |
| 11   | ＊「ポケモン音頭」（神奇寶貝歌謠）                                                                 | 第82話                  | 小林幸子                                                             | 戶田昭吾             | 田中宏和       | 渡部チェル     |
| 12   | ＊「タケシのパラダイス」（小剛的樂園）                                                     | 第87話、特別篇第2話     | 小剛（上田祐司）                                                     | 戶田昭吾             | 田中宏和       | 田中宏和       |
| 13   | ロケット団よ永遠に（第4節）                                                                | 第92話【第1-2輯開場白】 | 火箭兵團（武藏（林原惠）、小次郎（三木真一郎）、喵喵怪（犬山犬子）） | 首藤剛志             | たなかひろかず | たなかひろかず |
| 14   | ＊「前向きロケット団!」（積極樂觀的火箭兵團！）                                            | 第92話                  | 火箭兵團（武藏（林原惠）、小次郎（三木真一郎）、喵喵怪（犬山犬子）） | 戶田昭吾             | 田中宏和       | 田中宏和       |
| 15   | ︿「ポケモンシンフォニックメドレー2」                                                      | 第182話、特別篇第1話    |                                                                      |                      |                |                |
| 16   | ＊「タイプ：ワイルド」（Type:Wild）                                                        | 第188話                 | 松本梨香                                                             | 戶田昭吾             | 田中宏和       |                |
| 17   | ＆「Together2007」                                                                         | 第191話                 | 秋好文惠                                                             | D&Pプロジェクト      | Rie            | 市川淳         |
| 18   | 「君のそばで 〜ヒカリのテーマ〜 New Arrange Ver.」（在你的身邊～小光的主題曲～新編曲版本） | 第177話、特別篇第1話    | 小光（豐口惠）                                                       | HIKARI・Project      | 依田和夫       | 依田和夫       |

## 播放集數一覽
注：因第48集和第120集為總集篇，於台灣及香港播放時並未播放這兩集。但日本東京電視台仍然有把總集篇和特別篇計算入集數中 （页面存档备份，存于）。故本條目中的日本集數按原日本官方資料排序，台灣集數中該兩集以「總集篇」表示，而香港集數除了該兩集以空白表示，以日本集數為準（第168-169集除外）。 
- 而台灣及香港播放第168-169集時（以日本集數計算），雙方亦是先播映第169集，之後才播映第168集，原因未明。但相信是與代理商有關，而非電視台的錯誤。

### 神奧聯盟篇

##### 2006、2007年
| 日本集數 | 台灣集數 | 香港集數 | 中文標題（台灣）                     | 中文標題（香港）                 | 日文標題 | 日本播放日期   |
| -------- | -------- | -------- | ------------------------------------ | -------------------------------- | -------- | -------------- |
| 第001集  | 第001集  | 第001集  | 出發！雙葉鎮到真砂鎮！               | 出發，由雙葉鎮到真砂鎮           |          | 2006年 9月28日 |
| 第002集  | 第002集  | 第002集  | 尋找皮卡丘！202號道路！              | 尋找比卡超202號道路              |          | 2006年 9月28日 |
| 第003集  | 第003集  | 第003集  | 勁敵對戰！三對三！！                 | 勁敵對戰，三對三                 |          | 2006年 9月28日 |
| 第004集  | 第004集  | 第004集  | 波加曼對含羞苞！小光的初次對戰！！   | 波加曼對含羞苞，小光的初次對戰   |          | 10月5日        |
| 第005集  | 第005集  | 第005集  | 收服草苗龜吧！                       | 收服到草苗龜了                   |          | 10月19日       |
| 第006集  | 第006集  | 第006集  | 迷幻之森！再次遇見真司！！           | 迷幻之森，再次遇見真司           |          | 10月26日       |
| 第007集  | 第007集  | 第007集  | 波加曼加油！！                       | 波加曼加油                       |          | 11月2日        |
| 第008集  | 第008集  | 第008集  | 神祕道館裡的不良蛙！                 | 神祕道館裡的不良蛙               |          | 11月9日        |
| 第009集  | 第009集  | 第009集  | 和捲捲耳一起玩！？                   | 和捲捲耳一起玩耍?                |          | 11月16日       |
| 第010集  | 第010集  | 第010集  | 神奇寶貝錶難以入手！？               | 小精靈腕錶，難以入手?            |          | 11月30日       |
| 第011集  | 第011集  | 第011集  | 小光！首次的華麗大賽！！             | 小光，首次的華麗大賽             |          | 12月7日        |
| 第012集  | 第012集  | 第012集  | 華麗對戰賽！勁敵對決！！             | 華麗對戰賽，勁敵對決             |          | 12月14日       |
| 第013集  | 第013集  | 第013集  | 姆克兒加油！                         | 姆克兒，加油                     |          | 12月21日       |
| 第014集  | 第014集  | 第014集  | 就交給小剛吧！                       | 就交給小剛吧                     |          | 12月21日       |
| 第015集  | 第015集  | 第015集  | 鋼鐵道館！瓢太對抗真司！！           | 鋼鐵道館，瓢太對真司             |          | 2007年 1月11日 |
| 第016集  | 第016集  | 第016集  | 頭蓋龍對抗皮卡丘！                   | 頭蓋龍對比卡超                   |          | 1月18日        |
| 第017集  | 第017集  | 第017集  | 古代神奇寶貝大進擊！                 | 古代小精靈，大進擊               |          | 1月25日        |
| 第018集  | 第018集  | 第018集  | 再戰鋼鐵道館！決戰戰槌龍！！         | 再戰鋼鐵道館，決戰戰槌龍         |          | 2月1日         |
| 第019集  | 第019集  | 第019集  | 收服到帕奇利茲…就沒問題了！？        | 收服帕奇利茲就沒問題?            |          | 2月8日         |
| 第020集  | 第020集  | 第020集  | 神奇寶貝獵人J！                      | 小精靈獵人，J                    |          | 2月22日        |
| 第021集  | 第021集  | 第021集  | 最強的鯉魚王和最美麗的笨笨魚！       | 最強的鯉魚王和… 最美麗的笨笨魚   |          | 3月1日         |
| 第022集  | 第022集  | 第022集  | 帕奇利茲對抗長尾怪手！華麗對戰賽！！ | 帕奇利茲對長尾怪手，華麗對戰賽   |          | 3月8日         |
| 第023集  | 第023集  | 第023集  | 大鋼蛇失控！守護大牙狸的村落！！     | 大鋼蛇失控，守護大牙狸的村落     |          | 3月15日        |
| 第024集  | 第024集  | 第024集  | 對決！小智對皮卡丘！？               | 對決，小智對比卡超               |          | 3月29日        |
| 第025集  | 第025集  | 第025集  | 怪傑羅絲雷朵與花之傳說！             | 怪傑，羅絲雷朵與花之傳說         |          | 3月29日        |
| 第026集  | 第026集  | 第026集  | 神奇寶貝華麗大賽！苑之大會！         | 小精靈華麗大賽，苑之大會         |          | 4月5日         |
| 第027集  | 第027集  | 第027集  | 決戰！波加曼對抗波皇子！             | 決戰，波加曼對波皇子             |          | 4月5日         |
| 第028集  | 第028集  | 第028集  | 飄飄球與北風的使者！                 | 飄飄球與北風的使者               |          | 4月12日        |
| 第029集  | 第029集  | 第029集  | 小智與小光！打雙打對戰沒問題？       | 小智與小光 打雙打對戰真的沒問題? |          | 4月12日        |
| 第030集  | 第030集  | 第030集  | 百代森林！結草兒進化作戰！           | 百代森林，結草兒進化作戰         |          | 4月19日        |
| 第031集  | 第031集  | 第031集  | 草苗龜對草苗龜！速度對決！           | 草苗龜對草苗龜，速度對決         |          | 4月26日        |
| 第032集  | 第032集  | 第032集  | 琥珀之城的蜂后！                     | 琥珀之城的蜂后                   |          | 5月3日         |
| 第033集  | 第033集  | 第033集  | 我喜歡！神奇寶貝扮演大會！！         | 我喜歡小精靈扮演大會             |          | 5月10日        |
| 第034集  | 第034集  | 第034集  | 泳氣鼬！邁向最強之路！！             | 泳氣鼬，邁向最強之路             |          | 5月17日        |
| 第035集  | 第035集  | 第035集  | 四天王悟松與青銅鐘！                 | 四天王悟松與青銅鐘               |          | 5月24日        |
| 第036集  | 第036集  | 第036集  | 神奧時空傳說！                       | 神奧，時空傳說                   |          | 5月31日        |
| 第037集  | 第037集  | 第037集  | 百代道館！對抗菜種！！               | 百代道館!對菜種!                 |          | 6月7日         |
| 第038集  | 第038集  | 第038集  | 爆誕！單車路！！                     | 爆誕，腳踏車路                   |          | 6月21日        |
| 第039集  | 第039集  | 第039集  | 皮卡丘留守記！                       | 比卡超留守記                     |          | 7月5日         |
| 第040集  | 第040集  | 第040集  | 冠軍・竹蘭登場！                     | 冠軍，竹蘭登場                   |          | 7月19日        |
| 第041集  | 第041集  | 第041集  | 小光與小望與雙人演出！               | 小光和小望雙人演出               |          | 7月26日        |
| 第042集  | 第042集  | 第042集  | 落雷獸訓練中心！                     | 落雷獸訓練中心                   |          | 8月9日         |
| 第043集  | 第043集  | 第043集  | 夢妖魔！從惡夢中逃脫！！             | 夢妖魔，從惡夢中逃脫             |          | 8月16日        |
| 第044集  | 第044集  | 第044集  | 幫助迷路的怪河馬！                   | 幫助迷路的怪河馬                 |          | 8月23日        |
| 第045集  | 第045集  | 第045集  | 獵人J再度現身！保護盾甲龍！！        | 獵人J再度現身，保護盾甲龍        |          | 8月30日        |
| 第046集  | 第046集  | 第046集  | 迷宮內大洗牌！全員齊心協力！！       | 迷宮內大洗牌，全員齊心協力       |          | 9月13日        |
| 第047集  | 第047集  | 第047集  | 小麥與凱西與水底！                       | 小麥，卡斯與水底                     |          | 9月27日        |
| 第048集  | 總集篇   |          | 小智與小光！朝新的冒險邁進！！       | 小智與小光，朝新的冒險邁進       |          | 9月27日        |
| 第049集  | 第048集  | 第049集  | 神奇寶貝華麗大賽！緣之大會！！       | 小精靈華麗大賽，緣之大賽         |          | 10月4日        |
| 第050集  | 第049集  | 第050集  | 全員參加！雙打對戰！！               | 全員參加，雙打對戰               |          | 10月4日        |
| 第051集  | 第050集  | 第051集  | 小火焰猴對抗貓鼬斬！命運的對戰！！   | 小火焰猴對貓鼬斬，命運的對戰     |          | 10月18日       |
| 第052集  | 第051集  | 第052集  | 雙打對戰！最終對決！！               | 雙打對戰，最終對決               |          | 10月25日       |
| 第053集  | 第052集  | 第053集  | 小火焰猴的眼淚！                     | 小火焰猴的眼淚                   |          | 11月8日        |
| 第054集  | 第053集  | 第054集  | 菜種與沙漠奈亞！告別是為了誰         | 菜種與沙漠奈亞 告別是為了誰?     |          | 11月15日       |
| 第055集  | 第054集  | 第055集  | 長尾怪手與泳氣鼬！各自的道路！！     | 長尾怪手與泳氣鼬！各自的道路     |          | 11月22日       |
| 第056集  | 第055集  | 第056集  | 花岩怪的楔石！                       | 花岩怪的楔石                     |          | 11月29日       |
| 第057集  | 第056集  | 第057集  | 大尾狸早就知道了！                   | 大尾狸早就知道                   |          | 11月29日       |
| 第058集  | 第057集  | 第058集  | 大朝北鼻！熾熱的靈魂！！             | 大朝北鼻，熾熱的靈魂             |          | 12月6日        |
| 第059集  | 第058集  | 第059集  | 倫琴貓之瞳！                         | 倫琴貓之瞳                       |          | 12月13日       |
| 第060集  | 第059集  | 第060集  | 隨意遺跡中的未知圖騰！               | 隨意遺跡的未知圖騰               |          | 12月20日       |
| 第061集  | 第060集  | 第061集  | 神奇寶貝華麗大賽！隨意大會！！       | 小精靈華麗大賽，隨意大會         |          | 12月20日       |

##### 2008、2009年
| 日本集數 | 台灣集數 | 香港集數 | 中文標題（台灣）                             | 中文標題（香港）                      | 日文標題 | 日本播放日期   |
| -------- | -------- | -------- | -------------------------------------------- | ------------------------------------- | -------- | -------------- |
| 第062集  | 第061集  | 第062集  | 女僕咖啡廳的大奶罐！                         | 女僕咖啡廳的大奶罐                    |          | 2008年 1月10日 |
| 第063集  | 第062集  | 第063集  | 小山豬三重奏與溫泉霧氣對戰！！               | 小山豬三重奏與溫泉蒸汽對戰            |          | 1月17日        |
| 第064集  | 第063集  | 第064集  | 天蠍王與天蠍！衝出風之迷宮！！               | 天蠍王與天蠍 衝出風之迷宮             |          | 1月24日        |
| 第065集  | 第064集  | 第065集  | 帕奇利茲在河馬獸的口中！？                   | 帕奇利茲在河馬獸的嘴裡？              |          | 1月31日        |
| 第066集  | 第065集  | 第066集  | 路卡利歐！憤怒的波導彈！！                   | 路卡利歐，憤怒的波導彈                |          | 2月7日         |
| 第067集  | 第066集  | 第067集  | 小光的第一場道館賽！！                       | 小光的第一場道館賽                    |          | 2月14日        |
| 第068集  | 第067集  | 第068集  | 帷幕道館！路卡利歐對泳氣鼬！！               | 帷幕道館，路卡利歐對泳氣鼬            |          | 2月28日        |
| 第069集  | 第068集  | 第069集  | 新潮打扮！其名為銀河隊！！                   | 新潮打扮，名字是銀河隊                |          | 3月6日         |
| 第070集  | 第069集  | 第070集  | 振作起來鈴噹響！                             | 振作起來，鈴噹響                      |          | 3月13日        |
| 第071集  | 第070集  | 第071集  | 神奇寶貝保育家！波導的利歐路！！（前篇）     | 小精靈保育員 波導的利歐路(前篇)       |          | 3月20日        |
| 第072集  | 第071集  | 第072集  | 神奇寶貝保育家！波導的利歐路！！（後篇）     | 小精靈保育員 波導的利歐路，後篇       |          | 3月20日        |
| 第073集  | 第072集  | 第073集  | 再見了毒粉蝶！                               | 再見了，毒粉蝶                        |          | 4月3日         |
| 第074集  | 第073集  | 第074集  | 皮卡丘！雷丘！通往進化之道！！                   | 比卡超 雷超 通往進化之路              |          | 4月3日         |
| 第075集  | 第074集  | 第075集  | 華麗大賽大師・米可利登場！！                 | 華麗大賽大師米可利登場                |          | 4月17日        |
| 第076集  | 第075集  | 第076集  | 七星級七星飯店！靠雙打對戰吃到全餐！！       | 七星級七星餐廳 靠雙打對戰吃大餐       |          | 4月24日        |
| 第077集  | 第076集  | 第077集  | 大家都是勁敵！米可利杯！！                   | 大家都是勁敵，米可利杯                |          | 5月8日         |
| 第078集  | 第077集  | 第078集  | 激戰！各自的對戰！！                         | 激戰，各自的對戰                      |          | 5月8日         |
| 第079集  | 第078集  | 第079集  | 決戰！小光對小遙！！                         | 決戰 小光對小遙                       |          | 5月15日        |
| 第080集  | 第079集  | 第080集  | 陽陽瑪收服大作戰！！                         | 陽陽瑪…收服大作戰                     |          | 5月22日        |
| 第081集  | 第080集  | 第081集  | 灼熱的小火焰猴！                             | 灼熱的小火焰猴                        |          | 5月29日        |
| 第082集  | 第081集  | 第082集  | 濕原大溼地的不良蛙祭典！？                   | 濕原大濕地的不良蛙祭典                |          | 6月5日         |
| 第083集  | 第082集  | 第083集  | 濕原道館！VS極限假面！！                     | 濕原道館，對極限幪面俠                |          | 6月19日        |
| 第084集  | 第083集  | 第084集  | 羨慕先生家的大胃王小山豬！                   | 羨慕先生家的大胃王小山豬              |          | 7月3日         |
| 第085集  | 第084集  | 第085集  | 天蠍！友情之翼！！                           | 天蠍，友情之翼                        |          | 7月3日         |
| 第086集  | 第085集  | 第086集  | 緣之時裝大會！通往神奇寶貝風格設計師之路！！ | 緣之時裝大會 通往小精靈風格設計師之路 |          | 7月10日        |
| 第087集  | 第086集  | 第087集  | 路霸！                                       | 攔路的惡霸傻鴨                            |          | 7月24日        |
| 第088集  | 第087集  | 第088集  | 神奇寶貝暑期講座開課！！                     | 小精靈暑期講座開始                    |          | 8月7日         |
| 第089集  | 第088集  | 第089集  | 研究報告「湖的傳說」！                       | 研究報告，湖的傳說                    |          | 8月14日        |
| 第090集  | 第089集  | 第090集  | 放學後是幽靈出沒時刻！？                     | 放學後是幽靈出沒時刻?                 |          | 8月21日        |
| 第091集  | 第090集  | 第091集  | 最後的大決戰！神奇寶貝鐵人三項！！           | 最後的大決戰，小精靈鐵人三項賽        |          | 8月28日        |
| 第092集  | 第091集  | 第092集  | 回歸原點的火箭隊！？                               | 回歸原點的…                           |          | 9月4日         |
| 第093集  | 第092集  | 第093集  | 舞動的道館訓練家！梅麗莎登場！！                   | 舞動的道館掌門人，梅麗莎登場                |          | 9月11日        |
| 第094集  | 第093集  | 第094集  | 帕奇利茲發燒了！兩個人看家！？               | 帕奇利茲發熱，兩人看門?               |          | 9月25日        |
| 第095集  | 第094集  | 第095集  | 神奇寶貝華麗大賽！神和大會！！               | 小精靈華麗大賽…神和大會               |          | 9月25日        |
| 第096集  | 第095集  | 第096集  | 銀河隊來襲！！（前篇）                       | 銀河隊來襲，前篇                      |          | 10月2日        |
| 第097集  | 第096集  | 第097集  | 銀河隊來襲！！（後篇）                       | 銀河隊來襲，後篇                      |          | 10月2日        |
| 第098集  | 第097集  | 第098集  | 漂浮的不明怪物！？                           | 漂浮不明怪物                          |          | 10月16日       |
| 第099集  | 第098集  | 第099集  | 四天王阿柳！相遇與別離之森！                 | 四天王阿柳，相遇與別離之森林          |          | 10月23日       |
| 第100集  | 第099集  | 第100集  | 草苗龜、樹林龜…以及土台龜！                  | 草苗龜、樹林龜…以及土台龜             |          | 10月30日       |
| 第101集  | 第100集  | 第101集  | 勁敵訓練家．阿馴登場！！                     | 勁敵訓練員，阿馴登場                  |          | 11月6日        |
| 第102集  | 第101集  | 第102集  | 緣之道館賽！VS梅麗莎！！                     | 緣之道館賽，對梅麗莎                  |          | 11月13日       |
| 第103集  | 第102集  | 第103集  | 混戰混亂的水脈市！                           | 混戰混亂的水脈市                      |          | 11月20日       |
| 第104集  | 第103集  | 第104集  | 克雷色利亞對達克萊伊！                       | 克雷色利亞對達克萊伊                  |          | 12月4日        |
| 第105集  | 第104集  | 第105集  | 羊羹與洛托姆！                               | 羊羹與洛托姆                          |          | 12月4日        |
| 第106集  | 第105集  | 第106集  | 和神奇寶貝感情融洽的方法！？                 | 跟小精靈感情融洽的方法                |          | 12月11日       |
| 第107集  | 第106集  | 第107集  | 戰槌龍VS護城龍！！                           | 戰槌龍對護城龍                        |          | 12月18日       |
| 第108集  | 第107集  | 第108集  | 水脈道館賽！鋼系對戰！！                     | 水脈道館賽，鋼系對戰                  |          | 12月25日       |
| 第109集  | 第108集  | 第109集  | 迷路的吼吼鯨！                               | 迷路的吼吼鯨                          |          | 2009年 1月8日  |
| 第110集  | 第109集  | 第110集  | 亞玄與路卡利歐！                             | 亞玄與路卡利歐                        |          | 1月15日        |
| 第111集  | 第110集  | 第111集  | 鋼鐵島的遺跡！                               | 鋼鐵島的遺跡                          |          | 1月22日        |
| 第112集  | 第111集  | 第112集  | 皮卡丘・波加曼漂流記！                       | 比卡超、波加曼漂流記                  |          | 1月29日        |
| 第113集  | 第112集  | 第113集  | 愛惡作劇的霏歐納！                           | 喜歡惡作劇的霏歐納                    |          | 2月5日         |
| 第114集  | 第113集  | 第114集  | 神奇寶貝華麗大賽！木通大會！！               | 小精靈華麗大賽，木通大會              |          | 2月12日        |
| 第115集  | 第114集  | 第115集  | 狂野君莎與搭檔聒噪鳥！                       | 狂野君莎與搭檔聒噪鳥                  |          | 2月19日        |
| 第116集  | 第115集  | 第116集  | 暴風雪中的雪妖女！                           | 暴風雪中的雪妖女                      |          | 2月26日        |
| 第117集  | 第116集  | 第117集  | 火箭隊解散！？                               | … 解散？                              |          | 3月5日         |
| 第118集  | 第117集  | 第118集  | 神奇圓環！天空大決戰！！                     | 小精靈圓環，天空大決戰                |          | 3月12日        |
| 第119集  | 第118集  | 第119集  | 激烈衝突！象牙豬對波士可多拉！！             | 激烈衝突，象牙豬對波士可多拉          |          | 3月26日        |
| 第120集  | 總集篇   |          | 不可思議的生物 神奇寶貝！                    | 不可思議的生物，寵物小精靈                      |          | 3月26日        |
| 第121集  | 第119集  | 第121集  | 怕寂寞的雪笠怪！                             | 怕寂寞的雪笠怪                        |          | 4月2日         |
| 第122集  | 第120集  | 第122集  | 進化！這時候波加曼會如何！？                 | 進化，這個時候波加曼會如何？          |          | 4月2日         |
| 第123集  | 第121集  | 第123集  | 神奇寶貝華麗大賽．立浪大會！！               | 小精靈華麗大賽立浪大會                |          | 4月16日        |
| 第124集  | 第122集  | 第124集  | 神奇寶貝乒乓大會！雙尾怪手加油！！                   | 小精靈乒乓大會，雙尾怪手加油                  |          | 4月23日        |
| 第125集  | 第123集  | 第125集  | 櫻花寶！讓人心疼的對戰！？                   | 櫻花寶，叫人心痛的對戰?               |          | 4月30日        |
| 第126集  | 第124集  | 第126集  | 訓練家培育學園的小菘老師！                   | 訓練員培育學園的小菘老師              |          | 5月7日         |
| 第127集  | 第125集  | 第127集  | 切鋒道館！冰之對戰！！                       | 切鋒道館，冰之對戰                    |          | 5月14日        |
| 第128集  | 第126集  | 第128集  | 對戰金字塔！真司對神代！！                     | 對戰金字塔，真司對神代                  |          | 5月21日        |
| 第129集  | 第127集  | 第129集  | 復活的雷吉奇卡斯！J再度出現！！              | 復活的雷吉奇卡斯，J再度出現           |          | 5月28日        |
| 第130集  | 第128集  | 第130集  | 電龍列車！帥哥登場！！                       | 電龍列車，帥哥登場                    |          | 6月4日         |
| 第131集  | 第129集  | 第131集  | 全面對戰！真司對小智！！（前篇）             | 全體對戰，真司對小智—前篇             |          | 6月11日        |
| 第132集  | 第130集  | 第132集  | 全面對戰！真司對小智！！（後篇）             | 全體對戰，真司對小智，後篇            |          | 6月18日        |
| 第133集  | 第131集  | 第133集  | 由克希之影！                                 | 由克希的影                            |          | 6月25日        |
| 第134集  | 第132集  | 第134集  | 森林之王！巨蔓藤！！                         | 森林之王，巨蔓藤                      |          | 7月2日         |
| 第135集  | 第133集  | 第135集  | 全員參戰！神奇寶貝大勝利！                   | 全員參戰，小精靈大勝利                |          | 7月9日         |
| 第136集  | 第134集  | 第136集  | 天冠山的遺跡！銀河隊的陰謀！！               | 天冠山的遺跡，銀河隊的陰謀            |          | 7月23日        |
| 第137集  | 第135集  | 第137集  | 瑪力露・波加曼・電擊怪！                       | 瑪利露，波加曼，電擊怪                  |          | 8月6日         |
| 第138集  | 第136集  | 第138集  | 小光VS媽媽！親子對決！！                     | 小光對媽媽 親子對決…                  |          | 8月13日        |
| 第139集  | 第137集  | 第139集  | 拯救大木博士！牛蛙君對不良蛙！！             | 拯救大木博士，牛蛙君對不良蛙          |          | 8月20日        |
| 第140集  | 第138集  | 第140集  | 天然雀、天然鳥…不可思議的森林！              | 天然雀、天然鳥…不可思議的森林         |          | 8月27日        |
| 第141集  | 第139集  | 第141集  | 對戰大君！那名男子、名叫桄榔！！             | 對戰大君，這個男人叫做桄榔            |          | 9月3日         |
| 第142集  | 第140集  | 第142集  | 史上最邪惡的波克比！                               | 史上最邪惡的                          |          | 9月10日        |
| 第143集  | 第141集  | 第143集  | 城都特展！菊草葉與小鋸鱷登場！！             | 城都特展，菊草葉與小鋸鱷登場          |          | 9月17日        |
| 第144集  | 第142集  | 第144集  | 攻破地窖！？山谷間的發電廠！                 | 攻破地窖，山谷的發電廠                |          | 9月17日        |
| 第145集  | 第143集  | 第145集  | 圓陸鯊…收服到了！！                          | 收服圓陸鯊                            |          | 10月1日        |
| 第146集  | 第144集  | 第146集  | 神奇寶貝華麗大賽！睡蓮大會！！               | 小精靈華麗大賽…睡蓮大會               |          | 10月1日        |
| 第147集  | 第145集  | 第147集  | 小智與小光！雙打對戰！！                     | 小智與小光，雙打對戰                  |          | 10月15日       |
| 第148集  | 第146集  | 第148集  | 夢妖、黑暗鴉和闇之石！                       | 夢妖、黑暗鴉與闇之石                  |          | 10月22日       |
| 第149集  | 第147集  | 第149集  | 皮卡丘波加曼別黏在一起！！                   | 比卡超，波加曼，不要互相擁抱                |          | 10月29日       |
| 第150集  | 第148集  | 第150集  | 紅鎖鏈！銀河隊展開行動！！                   | 紅鎖鏈，銀河隊展開行動                |          | 11月5日        |
| 第151集  | 第149集  | 第151集  | 亞克諾姆・由克希・艾姆利多！                 | 亞克諾姆，由克希，艾姆利多            |          | 11月12日       |
| 第152集  | 第150集  | 第152集  | 帝牙盧卡與帕路奇犽！最後的戰鬥！！           | 帝牙盧卡與帕路奇犽最後的戰鬥          |          | 11月12日       |
| 第153集  | 第151集  | 第153集  | 充滿危險！小次郎的藏寶箱！！                 | 充滿危險，小次郎的藏寶箱              |          | 11月26日       |
| 第154集  | 第152集  | 第154集  | 空中對戰大師登場！天蠍王對巨鉗螳螂！！       | 空中對戰大師登場 天蠍王對巨鉗螳螂     |          | 12月3日        |
| 第155集  | 第153集  | 第155集  | 雙人對戰！象牙豬與火球鼠！！                 | 雙人對戰，象牙豬與火球鼠              |          | 12月10日       |
| 第156集  | 第154集  | 第156集  | 圓陸鯊與天龍流星！！                         | 圓陸鯊與天龍流星                      |          | 12月17日       |
| 第157集  | 第155集  | 第157集  | 圓陸鯊！收服成功！！                         | 圓陸鯊，收服成功                      |          | 12月24日       |

##### 2010年
| 日本集數 | 台灣集數 | 香港集數 | 中文標題（台灣）                             | 中文標題（香港）                      | 日文標題 | 日本播放日期  |
| -------- | -------- | -------- | -------------------------------------------- | ------------------------------------- | -------- | ------------- |
| 第158集  | 第156集  | 第158集  | 失控！自爆磁怪對巨金怪！！                   | 失控，自爆磁怪對巨金怪                |          | 2010年 1月7日 |
| 第159集  | 第157集  | 第159集  | 怒吼吧急凍拳！泳氣鼬VS吸盤魔偶！！               | 怒吼吧，急凍拳 泳氣鼬對吸盤小丑           |          | 1月14日       |
| 第160集  | 第158集  | 第160集  | 燃燒吧卡比獸！神奇寶貝全能競技賽的王者！     | 燃燒吧，卡比獸 小精靈全能競技賽王者   |          | 1月21日       |
| 第161集  | 第159集  | 第161集  | 開幕！神奇寶貝華麗大賽・淺蔥大會！！         | 開幕 小精靈華麗大賽…淺蔥大會          |          | 1月28日       |
| 第162集  | 第160集  | 第162集  | 雙打比賽！VS正電拍拍、負電拍拍！！           | 雙打對戰，對正電拍拍和負電拍拍        |          | 2月4日        |
| 第163集  | 第161集  | 第163集  | 爆發進化！烈焰猴！！                         | 爆發進化，烈焰猴                      |          | 2月11日       |
| 第164集  | 第162集  | 第164集  | 波加曼走散了！                               | 波加曼走了                            |          | 2月18日       |
| 第165集  | 第163集  | 第165集  | 四天王大葉與道館訓練家電次！                 | 四天王大葉與道館掌門人電次            |          | 2月25日       |
| 第166集  | 第164集  | 第166集  | 前進！湖濱塔！！                             | 前進，湖濱塔                          |          | 3月4日        |
| 第167集  | 第165集  | 第167集  | 海邊的神奇寶貝學校！                         | 海邊的小精靈學校                      |          | 3月11日       |
| 第168集  | 第167集  | 第169集  | 飛翔吧潔咪！前往天空的彼端！！               | 飛翔吧，潔咪，前往天空的另一方        |          | 3月18日       |
| 第169集  | 第166集  | 第168集  | 神奇寶貝保育家！席多藍恩救援作戰！！         | 小精靈保育員 席多藍恩救援作戰         |          | 3月18日       |
| 第170集  | 第168集  | 第170集  | 四天王菊野！河馬獸對土台龜！！               | 四天王菊野，河馬獸對土台龜            |          | 4月1日        |
| 第171集  | 第169集  | 第171集  | 波克基斯飛舞！公主殿下的神奇寶貝華麗大賽！！ | 波克基斯飛舞 公主殿下的小精靈華麗大賽 |          | 4月1日        |
| 第172集  | 第170集  | 第172集  | 波克基斯！華麗的對戰！！                     | 波克基斯，華麗的對戰                  |          | 4月15日       |
| 第173集  | 第171集  | 第173集  | 百變怪・變身對戰！本尊是哪邊咧！？           | 百變怪變身對戰，真身在哪裡?           |          | 4月22日       |
| 第174集  | 第172集  | 第174集  | 華麗大型慶典開幕！炎與冰的融合！！           | 華麗大型慶典開幕，炎與冰的藝術        |          | 4月29日       |
| 第175集  | 第173集  | 第175集  | 象牙豬、帕奇利茲！獲勝吧冰燦水晶燈！！       | 象牙豬、帕奇利茲，要勝利 冰燦水晶燈   |          | 5月6日        |
| 第176集  | 第174集  | 第176集  | 準決賽！進入決賽的是誰！？                   | 準決賽，進入決賽會是誰?               |          | 5月13日       |
| 第177集  | 第175集  | 第177集  | 最終勁敵對決！小光對小望！！                 | 最終勁敵對決，小光對小望              |          | 5月20日       |
| 第178集  | 第176集  | 第178集  | 再見了火箭隊！喵喵的戀愛！？                           | 再見了， 喵喵怪的戀愛?                      |          | 5月27日       |
| 第179集  | 第177集  | 第179集  | 電擊對戰！最後的徽章！！                     | 電擊對戰，最後的聖章                  |          | 6月3日        |
| 第180集  | 第178集  | 第180集  | 小智對健悟！各自的起步！！                   | 小智對健悟，各自的起步                |          | 6月10日       |
| 第181集  | 第179集  | 第181集  | 尋寶者・麥可與天秤偶！                       | 寶物獵人麥可與天秤偶                  |          | 6月17日       |
| 第182集  | 第180集  | 第182集  | 激戰前夜！小智的神奇寶貝大集合！！           | 激戰前夜 小智的小精靈大集合           |          | 6月24日       |
| 第183集  | 第181集  | 第183集  | 開幕！神奧聯盟・鈴蘭大會！！                 | 神奧聯盟鈴蘭大會開幕                  |          | 7月1日        |
| 第184集  | 第182集  | 第184集  | 神奧聯盟第三輪！真司對阿馴！！               | 神奧聯盟第三輪，真司對阿馴            |          | 7月15日       |
| 第185集  | 第183集  | 第185集  | 恐怖的騙術空間！小智對考平！！               | 恐怖的騙術空間，小智對考平            |          | 7月22日       |
| 第186集  | 第184集  | 第186集  | 宿敵決戰！小智對真司！！                     | 宿敵決戰，小智對真司                  |          | 8月5日        |
| 第187集  | 第185集  | 第187集  | 白熱化的全面對戰！小智對真司！！             | 白熱化的全體對戰，小智對真司          |          | 8月12日       |
| 第188集  | 第186集  | 第188集  | 終結的宿敵對戰！小智對真司！                 | 終結的宿敵對戰，小智對真司            |          | 8月19日       |
| 第189集  | 第187集  | 第189集  | 神奧聯盟準決賽！達克萊伊登場！               | 神奧聯盟準決賽，達克萊伊登場          |          | 8月26日       |
| 第190集  | 第188集  | 第190集  | 神奇寶貝醫生・小剛！                         | 小精靈醫生 小剛                       |          | 9月2日        |
| 第191集  | 第189集  | 第191集  | 回憶是珍珠！友情是鑽石！！                   | 回憶是珍珠，友情是鑽石                |          | 9月9日        |

### 特別篇

#### 2011年
特別篇在2011年2月3日晚上7時於日本東京電視台播放，《神奇寶貝超級願望》因而在當天暫停播映。
| 日本集數                     | 台灣集數 | 香港集數 | 中文名（台灣）           | 中文名（香港）         | 日文名 | 日本播放時間 |
| ---------------------------- | -------- | -------- | ------------------------ | ---------------------- | ------ | ------------ |
| 以下為暫譯標題（台灣及香港） |          |          |                          |                        |        |              |
| 第1集                        |          |          | 小光・新的旅程！         | 小光，新的旅程         |        | 2011年2月3日 |
| 第2集                        |          |          | 尼比道館・史上最大危機！ | 尼比道館，史上最大危機 |        | 2011年2月3日 |

### 劇場版
| 序號 | 片名                                      | 片名                                                 | 片名                          | 上映日期      | 上映日期                     | 上映日期                     | 上映日期                          | 備註                                                     |
| 序號 | 中文                                      | 日本英文名                                           | 美國官方名                    | 日本          | 台灣                         | 香港                         | 美國                              | 備註                                                     |
| ---- | ----------------------------------------- | ---------------------------------------------------- | ----------------------------- | ------------- | ---------------------------- | ---------------------------- | --------------------------------- | -------------------------------------------------------- |
| 10   | 決戰時空之塔 帝牙盧卡VS帕路奇犽VS達克萊伊 | Dialga VS Palkia VS Darkrai                          | The Rise of Darkrai           | 2007年7月14日 | 2008年4月4日                 | 2008年12月20日               | 2008年2月24日                     | 因部分內容與08、09年的電影有互動，所以合併為「三部曲」。 |
| 11   | 騎拉帝納與冰空的花束 潔咪                 | Giratina & the Bouquet of the (Frozen) Sky - Shaymin | Giratina & the Sky Warrior    | 2008年7月19日 | 2009年7月16日（中華電信MOD） | 2011年3月20日（無綫電影台）  | 2009年2月13日                     |                                                          |
| 12   | 阿爾宙斯 超克的時空                       | Arceus - To Conquering Space-time                    | Arceus & the Jewel of Life    | 2009年7月18日 | 2010年6月25日（中華電信MOD） | 2012年4月7日（無線兒童台）   | 2009年11月10日（Cartoon Network） |                                                          |
| 13   | 幻影的霸者 索羅亞克                       | Ruler of Illusions - Zoroark （Phantom Champion）    | Zoroark - Master of Illusions | 2010年7月10日 | 2010年7月30日                | 2011年12月25日（無綫兒童台） | 2011年2月5日                      |                                                          |

## 外部連結
- （日語）http://www.tv-tokyo.co.jp/anime/pokemon_dp/ （页面存档备份，存于）
- （日語）神奇寶貝動畫日本官方網站 （页面存档备份，存于）
- 互联网电影数据库（IMDb）上《神奇寶貝 鑽石&珍珠》的资料（英文）
- 豆瓣电影上《神奇寶貝 鑽石&珍珠》的資料 （简体中文）
- YouTube上的寶可夢 鑽石＆珍珠播放列表